# Dagari (peuple)
Pour les articles homonymes, voir Dagara.
Les Dagara sont une population d'Afrique de l'Ouest établie au nord-est du Ghana et de l'autre côté de la frontière au sud du Burkina Faso. Quelques communautés vivent également en Côte d'Ivoire et au Cameroun.

## Ethnonymie

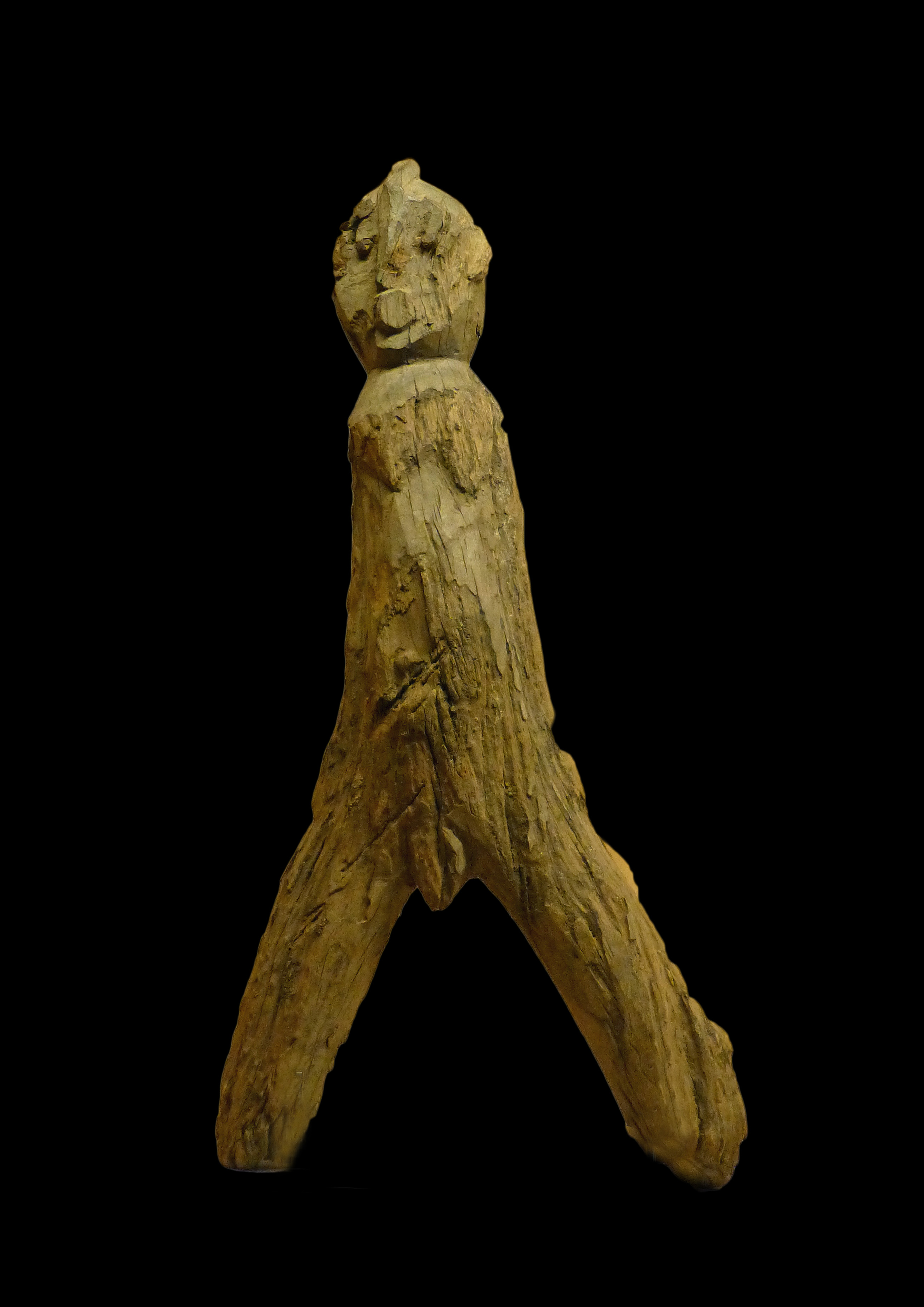
Représentation d'ancêtre dite en Y inversé (coll. particulière)

Selon les sources et le contexte, on observe de multiples variantes : Dagaaba, Dagabaa, Dagaba, Dagara, Dagaras, Dagarte, Dagarti,  
Dagartis, Dagate, Dagati, Lodagaa, Lodagaas.

## Langues
Ils parlent le dagaare (ou dagara), une langue oti-volta du groupe des langues gur. On distingue le dagaare du Sud qui comptait environ un million de locuteurs en 2003, le dagaare du Nord avec 388 000 locuteurs au Burkina Faso en 2001 et le dagaare dioula parlé par 21 000 personnes en 1999.

## Répartition
Les Dagara sont établis au nord-est du Ghana, dans la région de Nandom, et de l'autre côté de la frontière au sud du Burkina Faso. Quelques communautés vivent également en Côte d'Ivoire et au nord du Cameroun.

## Tradition chamanique
La tradition Dagara d'initiation et de soins chamaniques est partiellement décrite par les travaux d'un de ses initiés Malidoma Patrice Somé qui a été formé à la fois dans la tradition occidentale (père jésuites, universités de Ouagadougou, de la Sorbonne et Brandeis (USA)) et par la tradition villageoise.

### Filmographie
- (de) Sanmatenga : Goldgräber in Burkina Faso, film documentaire de Holger Kirscht et Katja Wehrtmann, IWF Wissen und Medien gGmbH, Göttingen, 2003, 45 min (DVD)